# 原初黑洞
原初黑洞（primordial black hole），又称为太初黑洞，是一种假想的黑洞类型。这类黑洞不是由大质量恒星的引力坍缩形成的，而是来源于宇宙早期大爆炸暴涨时物质的超高密度。
根据大爆炸模型，在大爆炸之后最初的一小段时间内有着极高的壓力与温度。如此情况下，物质密度的简单波动就可能造成局部区域的密度达到形成黑洞的条件。尽管大多数的高密度区域很快因宇宙的膨胀而散开，但原生的黑洞则会保持稳定直至今日。
有科学家认为，那些质量在1014千克至1023千克之间的原初黑洞可能和暗物质有关。这是由于这些小质量原初黑洞的行为会与其他可能的暗物质粒子一致。在这一质量范围内，我们既能够剔除那些因质量太小而早已蒸发的黑洞，也能剔除那些无法解释引力透镜观测结果的大質量黑洞。
激光干涉引力波天文台（LIGO）于2015年9月14日探测到引力波事件GW150914，經過詳細分析數據，學者估算，該事件所涉及到的兩個黑洞，其質量皆大於25個太陽質量，大於通常由恆星滅亡產生的一般黑洞，因此，學者推測LIGO很可能探測到由暗物質形成的原初黑洞。